# Peisey (Savoie)

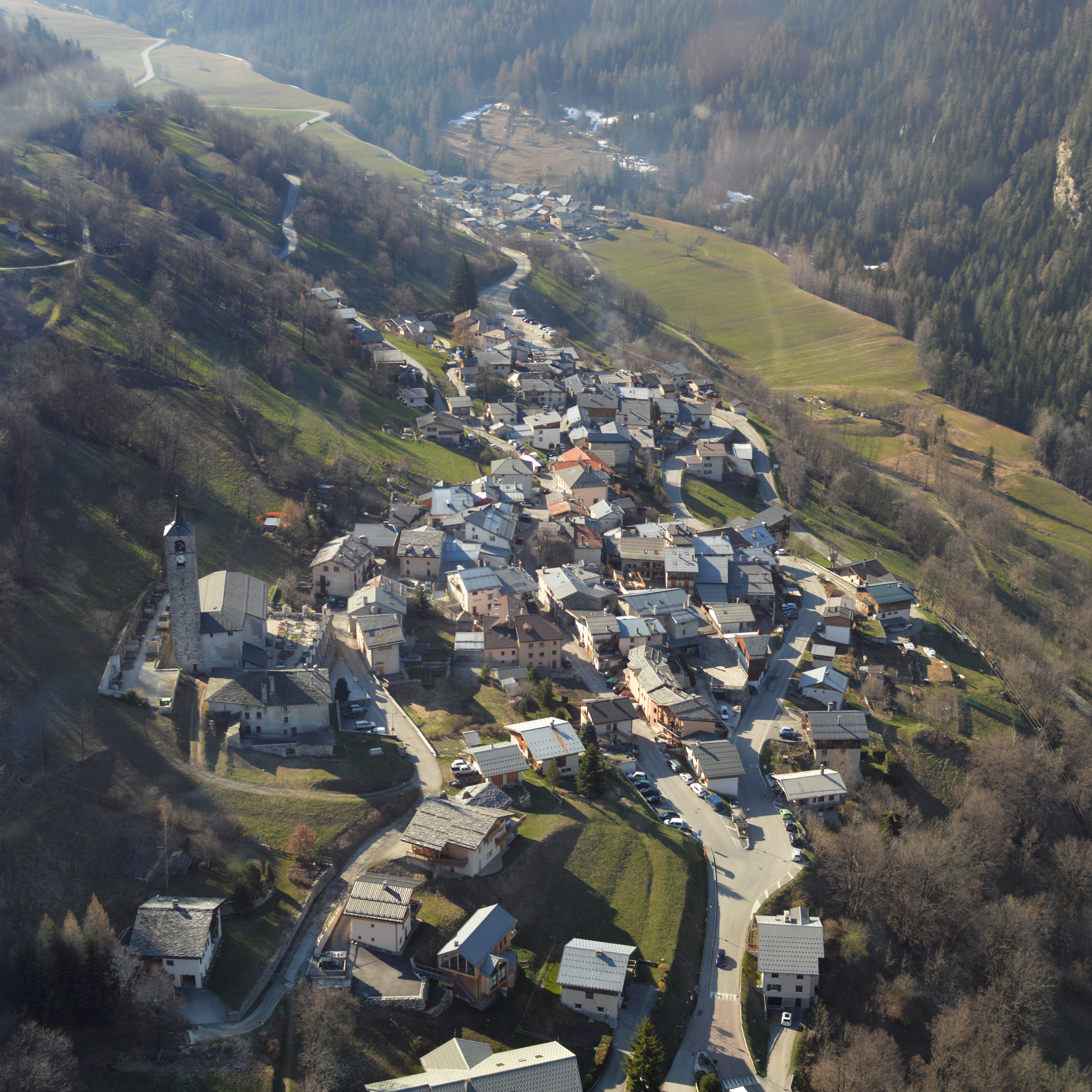
Dorpskern van Peisey gezien vanaf de Vanoise Express-gondel die over het noorden van Peisey pendelt tussen Plan Peisey en Les Coches.

Peisey is een dorp in de gemeente Peisey-Nancroix in het Franse departement Savoie. Het is de hoofdplaats van de gemeente. De dorpskern ligt zo'n 1300 meter boven het zeeniveau op de oostelijke flank van de Ponturinvallei. Rondom het dorp liggen de gehuchten Le Villaret, Les Arches, Le Frenay en Le Moulin.
De naam is afgeleid van pesetum, 'plek waar sparren groeien'. In het Francoprovençaals schrijft men de naam als Péjèy (schrift van Conflans) of Pésê (ORB-schrijfwijze).
De kerk van de Heilige Drievuldigheid van Peisey is ingeschreven als een monument historique.
Peisey is een van de twee historische kernen van Peisey-Nancroix. De andere is het kleine Nancroix, verder zuidoostwaarts gelegen in de Ponturinvallei. 

## Wintersport
Zo'n 300 meter hogerop werd begin jaren 60 het skidorp Plan Peisey aangelegd. Het skigebied Peisey-Vallandry waartoe het behoorde werd later geïntegreerd in Les Arcs. Men kan niet tot in Peisey skiën, maar een open téléphérique uit 1984 brengt skiërs van Peisey naar Plan Peisey en omgekeerd.